# Borostyán (fosszília)

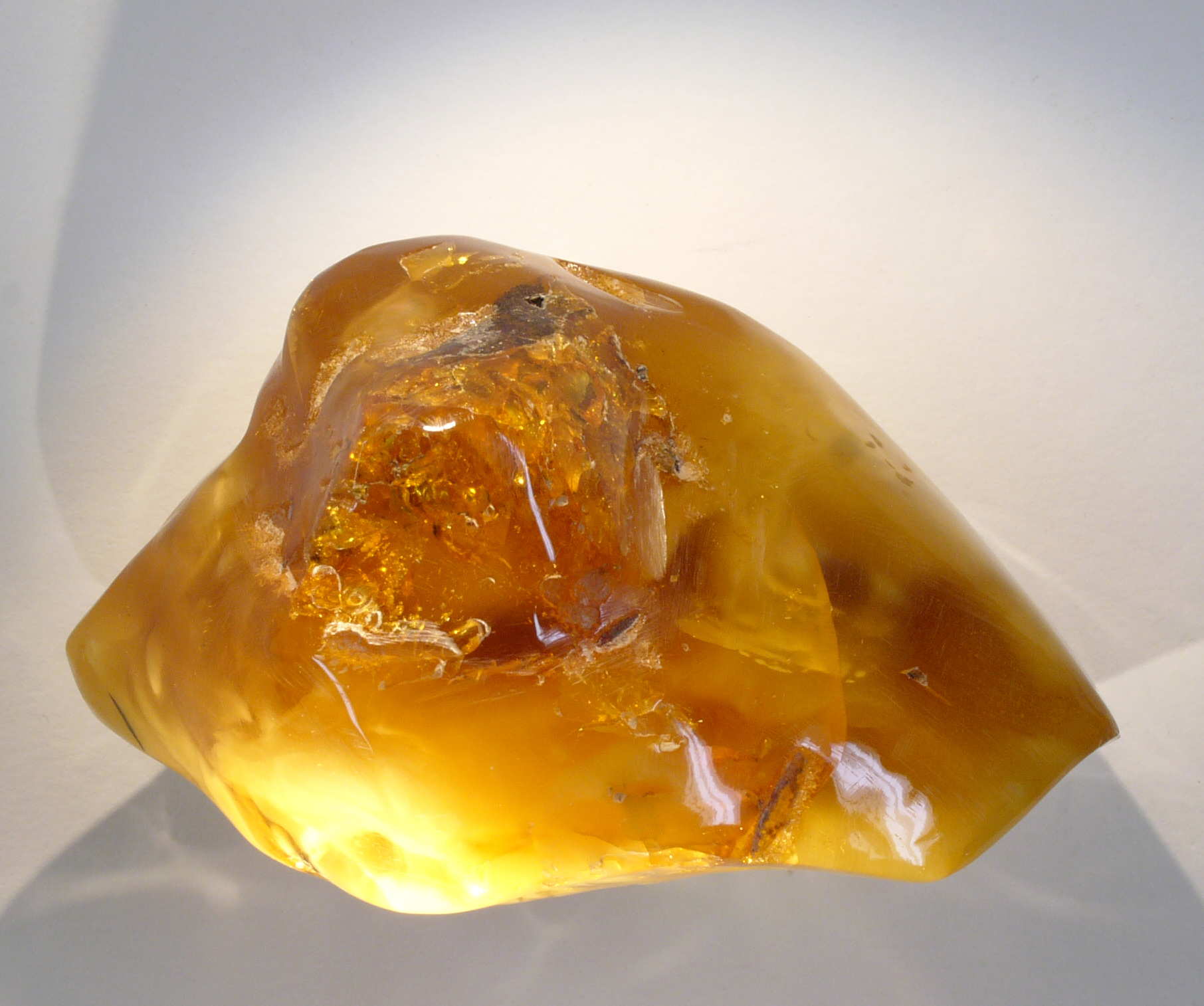
Borostyánkő

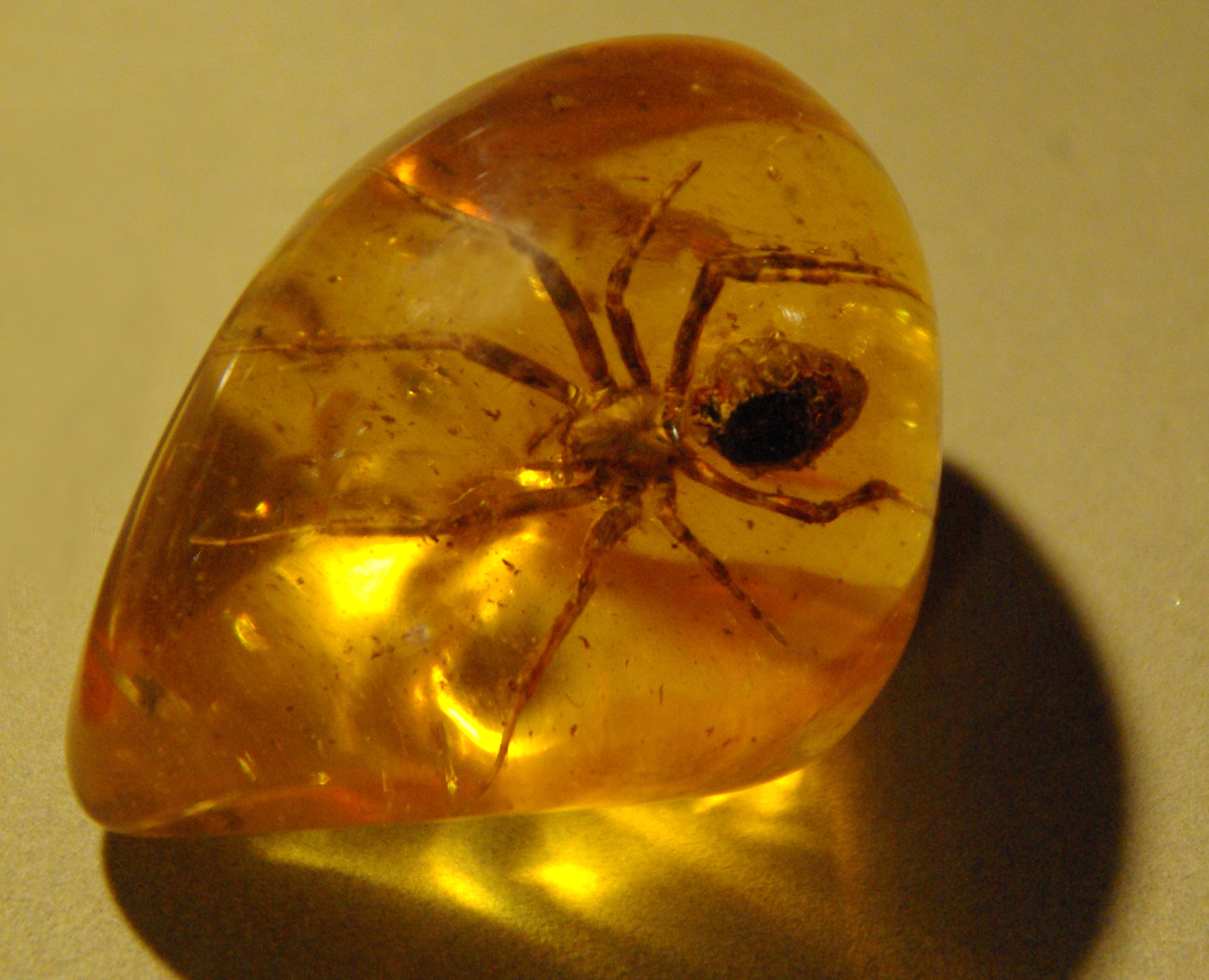
Borostyánkőbe zárt pók

A borostyán vagy borostyánkő fosszilis (megkövesedett) gyanta. Gyakran ásványként tartják számon, valójában azonban nem önálló ásványfaj, hanem számos szerves vegyület elegye.
A kőszénelegyrészek közé tartozik. Szabálytalan, alaktalan (amorf) tömegeket, darabokat alkot. Gyakran tartalmaz zárványokat, sokszor épen maradt fosszilis rovarokat (szúnyogot, legyet, hangyát, százlábút), kisebb állatokat (gyíkokat), növényi maradványokat, melyek az értékét növelik.
A borostyánnal összetéveszthető a mexikói kopál, ami csak részben fosszilis gyanta.
2022-ben jelölték a 2023-as év ősmaradványa címre, a Ginkgoites ősi páfrányfenyővel és a Clypeaster tengeri sünökkel. A szavazáson a borostyán nyerte el a címet.

## Változatai és előfordulásai
Sok változatban és különböző elnevezéssel ismernek borostyánokat. Ezek közül a legjelentősebbek:
- balti borostyán vagy szukcinit: A legismertebb és az egyik leggyakoribb változat, főleg a Baltikumból származik.
- dominikai borostyán(wd): A balti borostyánkő mellett ez a legjelentősebb, mind mennyiségét, mind minőségét, és leginkább változatos színvilágát tekintve. A Dominikai Köztársaságban található miocénkori rétegekből ismert.

További változatok:
- ajkait: sárga vagy vörhenyes. Az Ajka környéki kréta időszaki (80-90 millió éves) rétegekből írták le.
- birmit(wd) burmai (Myanmar) borostyánkő
- gedanit(wd): Gdańsk vidékén a keleti-tengeri borostyánokkal együtt található, különleges borostyánváltozat, amely nagyon szívós, borsárga, átlátszatlan fajta és golyókká alakítva nyakláncnak dolgozzák fel. Szibériában területén többhelyütt vannak jelentős lelőhelyei. Nagyobb előfordulások vannak még Lettországban, Litvániában, Ukrajnában és Spanyolországban.
- glesszit(wd)
- goitschit(wd) Bitterfeld környékén fordul elő
- kopalnit
- krantzit(wd)
- rosthornit(wd)
- rumenit(wd): Lényegesen kevesebb borostyánkősavat és oxigént tartalmaz ezért sokkal keményebb, mint a balti változat. Színe barnássárga, barna vagy tűzpiros, de találtak vörös és fekete példányokat ó)is. A Keleti-Kárpátokból, a Bodza (Buzău) völgyében a felső oligocéni homokkő és márga rétegekben települő lencsékből írták le.
- szimetit(wd): Olaszországban Szicília területéről ismert változat, nevét a Simeto(wd) folyóról kapta.

Jelentősebb lelőhelyei találhatók még Közép-Ázsiában és Libanonban is.

## Felhasználása
Már az őskorban is kedvelt anyag volt. Számos nyakék, apró szobor és dísztárgy került elő. Valószínűleg fizettek is vele. Az ókori Egyiptomban, Hellászban és Rómában is széles körben felhasználták. Görög filozófusok már ekkor feltételezték, hogy a borostyánkő fosszilizálódott gyanta, ez azonban csak az újkorban bizonyosodott be. A vele folytatott ókori kereskedelem révén alakult ki borostyánút a Baltikum és a Mediterráneum között, ami a mai Magyarország nyugati szélén (Szombathely) is áthaladt. 
Sok monda és rege kapcsolódik hozzá, az Odüsszeia is sokszor említi. Az ókorban a borostyánnak magas ára volt, mert hittek viseletének gyógyító erejében.
A középkorban a vele való kereskedelem elsorvadt, az abszolutizmus korában viszont az arisztokrácia a fényűzés egyik szimbólumának tekintette. Halászata ekkor indult meg, a 19. században már a földben is kutattak borostyánkő után. A borostyánból készült monumentális műkincs volt a 18. századi, oroszországi borostyánszoba, ami a második világháború alatt eltűnt. Napjainkban felhasználása kisebb méreteket ölt.

### Megmunkálása
Több módszerrel munkálják meg: savval maratják, vésik, esztergálják, főzve hajlítják, lenolajjal ragasztják. Zárványként víz, terpentinolaj apró hólyagocskákban és pirit kristály is előfordul. Repceolajban kifőzve a gáznemű és folyékony zárványok eltávolíthatóak.
Mesterséges úton 1881-ben készítettek borostyánt törmelékből összeolvasztva és meleg sajtolással, amit csak mikroszkópos vizsgálattal lehetett megkülönböztetni a valóditól. Sóoldatban való úsztatással megkülönböztethető, mert készíthető olyan sűrűségű oldat, melyben a valódi borostyán a felszínen lebeg vagy úszik, míg a nagyobb sűrűségű mesterséges darabok elsüllyednek.
Ma a különböző műgyantákból és üvegekből könnyen készíthető nagyon hasonló kinézetű anyag.

## Főbb tulajdonságai

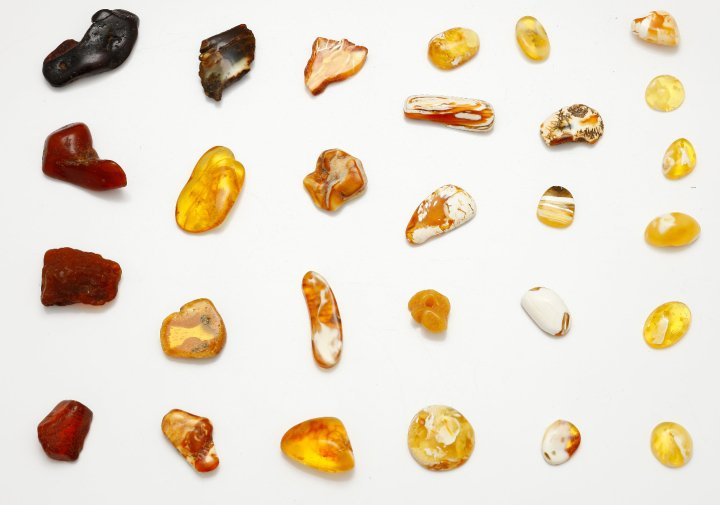
Természetes balti borostyán különböző színekben

A borostyánkő kis sűrűsége miatt fennmarad a víz színén, a középkori halászok így gyűjtötték legkönnyebben.
Hőre lágyul és formázható, könnyen meggyullad, fenyő- és tömjénillatot ad, kormozva elég.
Dörzsölésre statikus töltést vesz fel, s mivel az ókori Görögországban ēlektronnak nevezték a borostyánkövet, innen erednek az elektron, elektromosság szavak.
Híres arról a tulajdonságáról, hogy kitűnő állapotban őrzi meg a még képlékeny állapotában beleragadt kisebb állatokat, elsősorban ízeltlábúakat. Ilyen állatzárványból eddig több mint 2600 fajt határoztak meg, növényzárványokból pedig következtetni tudnak a földtörténeti korok flórájára.

## Kémiai és fizikai tulajdonságai
- Sűrűsége: 1,05–1,30 g/cm³
- Keménysége: 2,0–2,5 lágy ásvány (a Mohs-féle keménységi skála szerint)
- Hasadása: nincs
- Törése: kagylósan törik
- Fénye: gyantafényű
- Színe: élénk mézsárga, sötétebb sárga, különböző barnás árnyalatokig, ritkán zöld vagy fekete árnyalatú
- Hőhatásra: 150 °C-on lágyul, 250-300 °C-on meggyullad és elég
- Átlátszósága: átlátszó vagy áttetsző